# Koresand

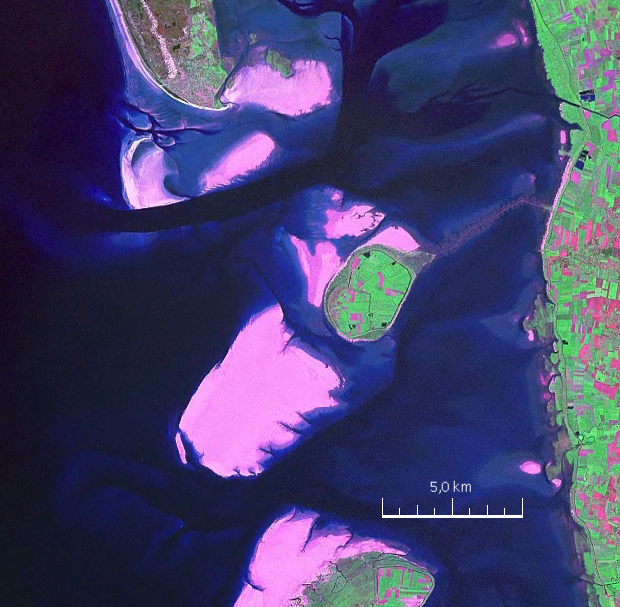
Koresand sydväst om Mandø.

Koresand (frisiska: Koardesân, nordfrisiska: Koresun) är en sandbank i Vadehavet, sydväst om ön Mandø om norr om Rømø. Det ska ha funnits två bosättningar på Koresand fram tills stormfloden 1634. Koresand är vid flod en ö, men blir vid ebb landfast med Mandø. Namnet Korre är en västjysk beteckning för ett speciellt fiskegarn. Den sydliga delen av ön är ett sälreservat.